# نوباء رباطية
نوباء رباطية (الاسم العلمي:Alternaria viburni) هو نوع من الفطريات يتبع جنس النوباء من الفصيلة البوغيانية.